# Malamir Knoll
Malamir Knoll är en kulle i Antarktis. Den ligger i Sydshetlandsöarna. Argentina, Chile och Storbritannien gör anspråk på området. Toppen på Malamir Knoll är 43 meter över havet.
Terrängen runt Malamir Knoll är kuperad norrut, men söderut är den platt. Havet är nära Malamir Knoll söderut. Trakten är glest befolkad. Närmaste befolkade plats är Maldonado Station, 6,8 kilometer nordost om Malamir Knoll. 